# Moisés Ville
Moisés Ville (Jiddisch: מאָזעסוויל) ist eine Gemeinde in der Provinz Santa Fe in Argentinien, die 1889 von jüdischen Flüchtlingen aus Russland gegründet wurde. Sie liegt ca. 177 km von der Provinzhauptstadt Santa Fe entfernt. Der Ort steht auf der Tentativliste für den Status als UNESCO-Welterbe.

## Geschichte

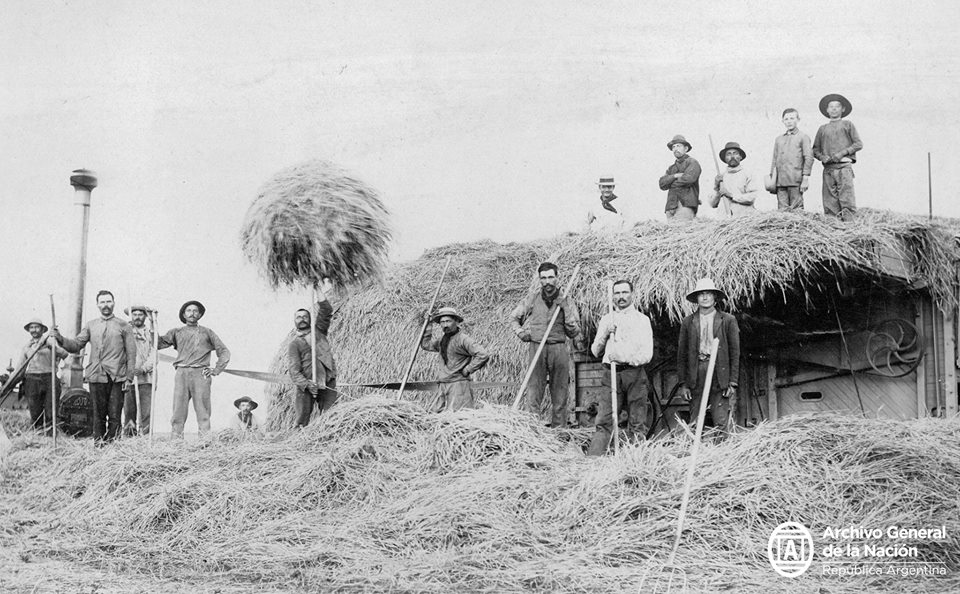
Bauern in Moisés Ville, um 1890

Moisés Ville wurde am 23. Oktober 1889 von einer Gruppe von Flüchtlingen gegründet, die vor Pogromen und Verfolgung aus Russland geflohen waren. Ab dem Ende des 19. Jahrhunderts organisierte die Jewish Colonization Association (JCA) die Auswanderung russischer Jüdinnen und Juden ins Ausland, hauptsächlich nach Nord- und Südamerika. Zu Ehren von Maurice de Hirsch, dem Gründer der JCA, sollte die Stadt Kiryat Moshe (Mosesstadt) genannt werden. Es wurde zunächst als Moïsesville registriert und später zu Moisés Ville hispanisiert. Moisés Ville war die erste jüdische Siedlung in Argentinien. Die Gründungsbevölkerung bildeten Familien aus Podolien (heute Ukraine). In der ersten Hälfte des 20. Jahrhunderts entwickelte sich Moisés Ville zu einem in Argentinien und darüber hinaus bekannten Zentrum jüdischer Kultur mit mehreren Synagogen, Kultur- und Bildungseinrichtungen und einem Publikationswesen von überregionaler Bedeutung auf Spanisch und Jiddisch.
Seit den 1950er Jahren sind sowohl der jüdische Bevölkerungsanteil von Moisés Ville als auch die Bevölkerung insgesamt stark rückläufig; viele jüngere Menschen wanderten auf der Suche nach weiterführenden Bildungs- und Arbeitschancen aus. Aktuell (Stand: 2015) hat der Ort nur noch einen jüdischen Bevölkerungsanteil von etwa 10 %. Trotzdem leben jüdische Bräuche und Feste in Moisés Ville fort, und auch Jiddisch wird dort bis heute gesprochen. Den jüdischen Festkalender ergänzt ein jährliches Fest, das das friedliche multikulturelle Zusammenleben in Argentinien feiert. Das Museum von Moisés Ville bewahrt Dokumente und Gegenstände aus der Geschichte des Ortes auf.

## Historische Gebäude
Bereits im Stadtplan von Moisés Ville ist seine Geschichte zu erkennen, denn er bildet eine Mischung aus dem in der Region üblichen Straßenraster und dem traditionellen Aufbau eines osteuropäischen Schtetls.
In Moisés Ville gibt es drei Synagogen: die 1896 erbaute, prächtig ausgestattete Baron-Hirsch-Synagoge, die einfacher gestaltete sogenannte Arbeitersynagoge und die Brener-Synagoge (Marcus-Sterman-Synagoge), die unter die Nationalen Historischen Monumente Argentiniens aufgenommen wurde. Weitere bedeutende Gebäude aus der Gründungszeit des Ortes sind das Kulturzentrum „Kadima“, in dem sich ein Theater und eine Bibliothek befinden, die Schule und die Lehrerakademie, die Baron-Hirsch-Bibliothek und das Krankenhaus. Der Friedhof von Moisés Ville ist der älteste jüdische Friedhof in Argentinien. Alle diese Gebäude vereinen die Architektur Osteuropas mit lokalen Baumaterialien und -traditionen.

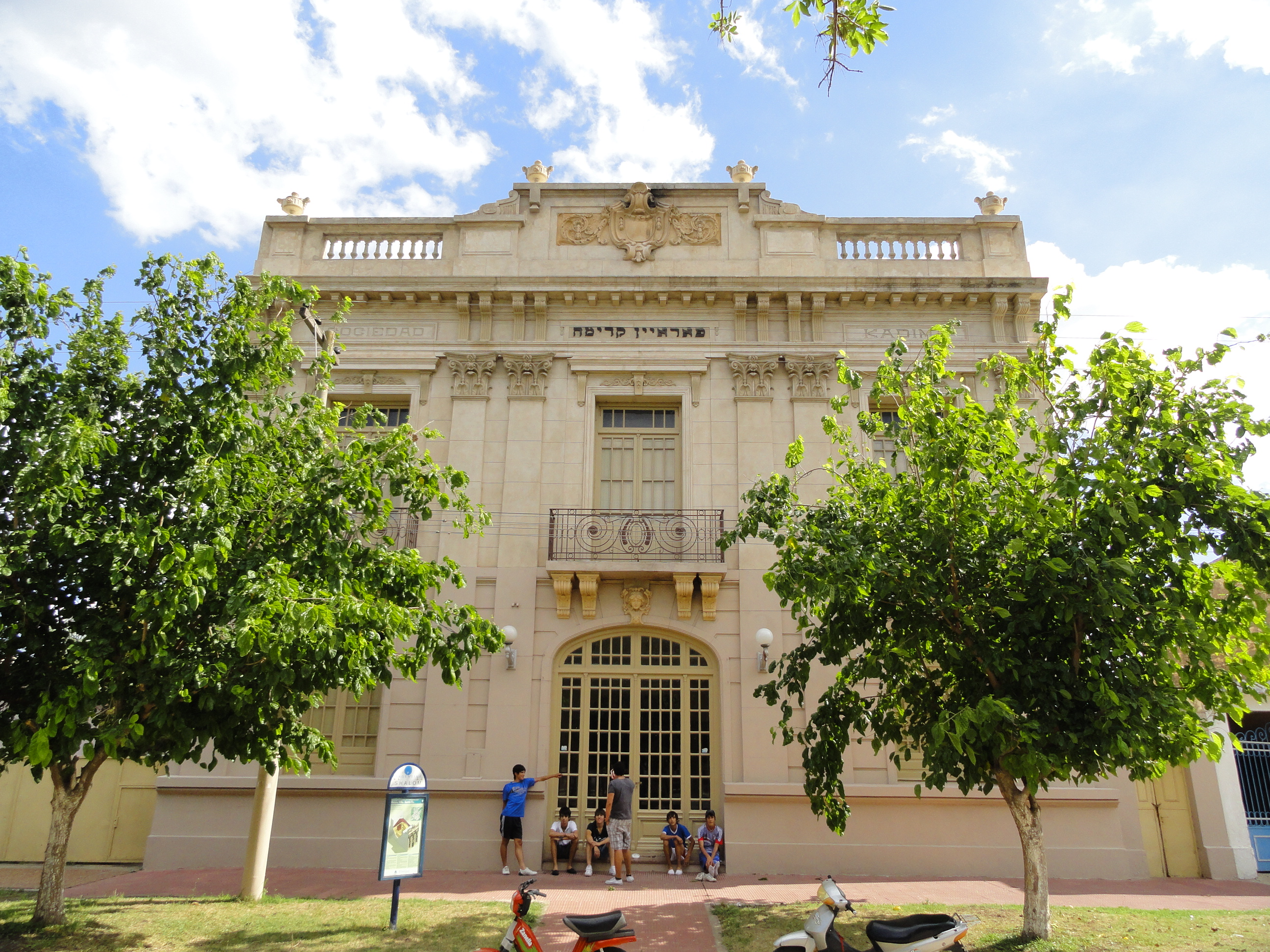
Kulturzentrum „Kadima“ mit Theater und Bibliothek
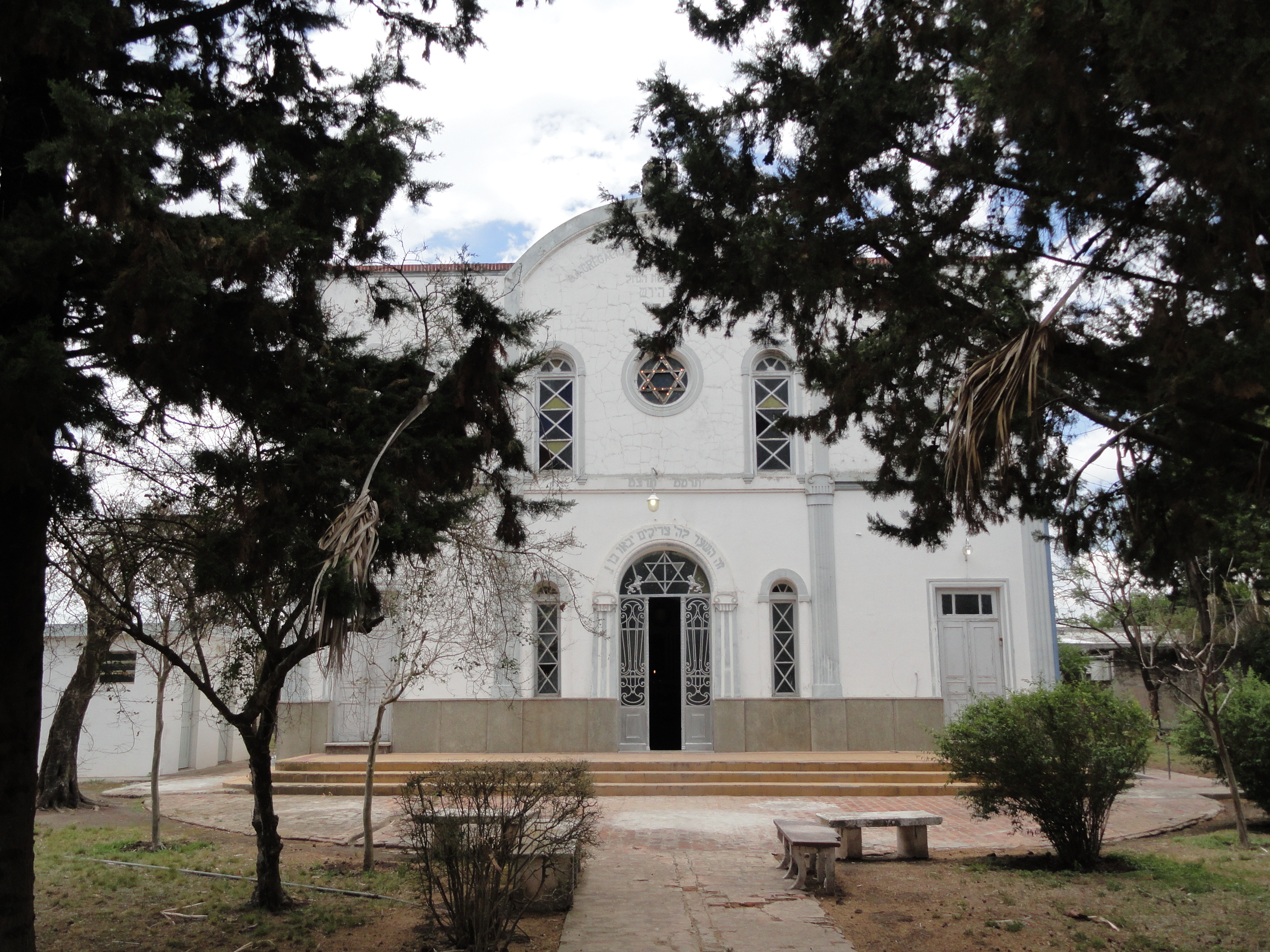
Baron-Hirsch-Synagoge
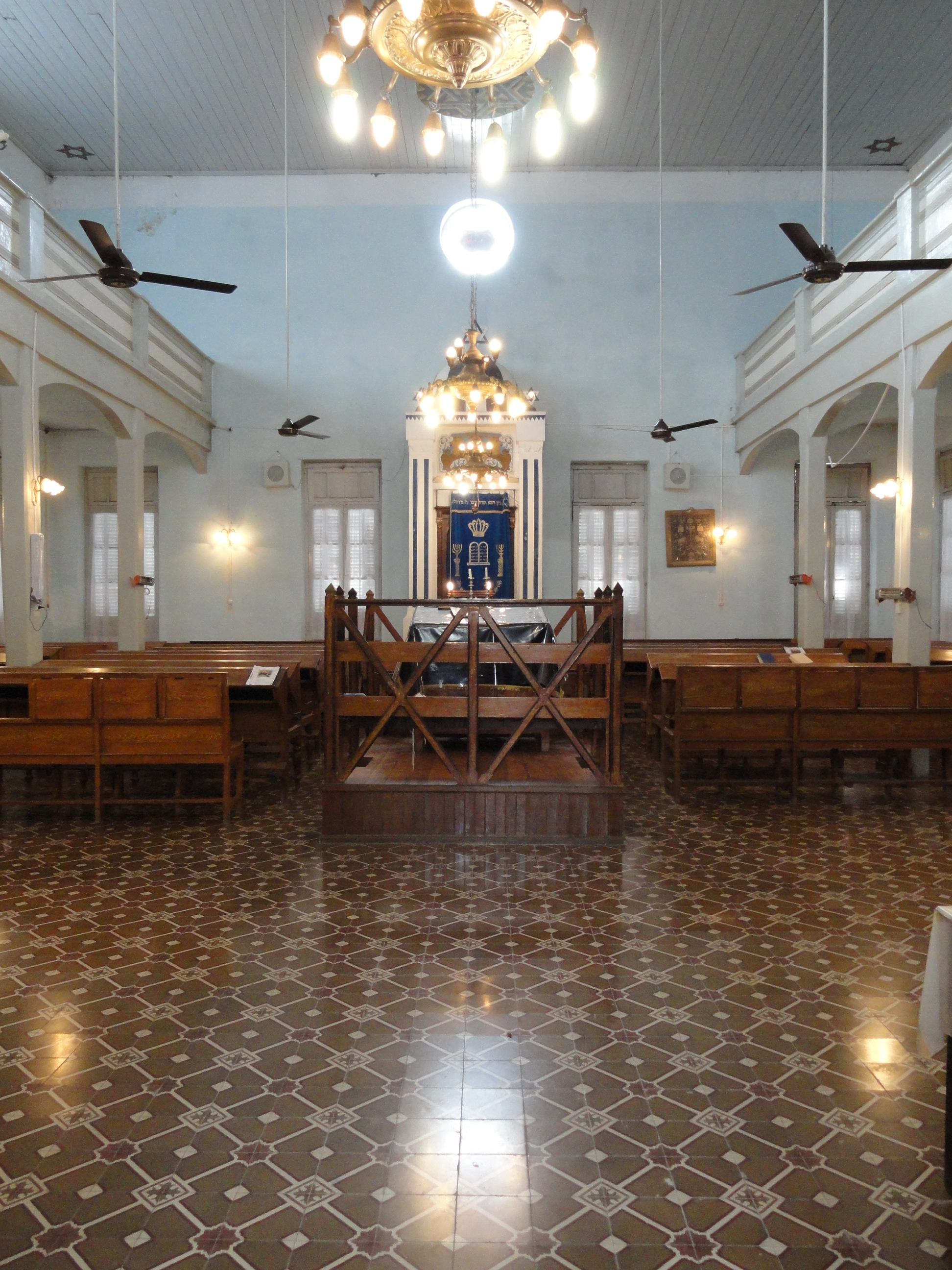
Baron-Hirsch-Synagoge (Innenansicht)
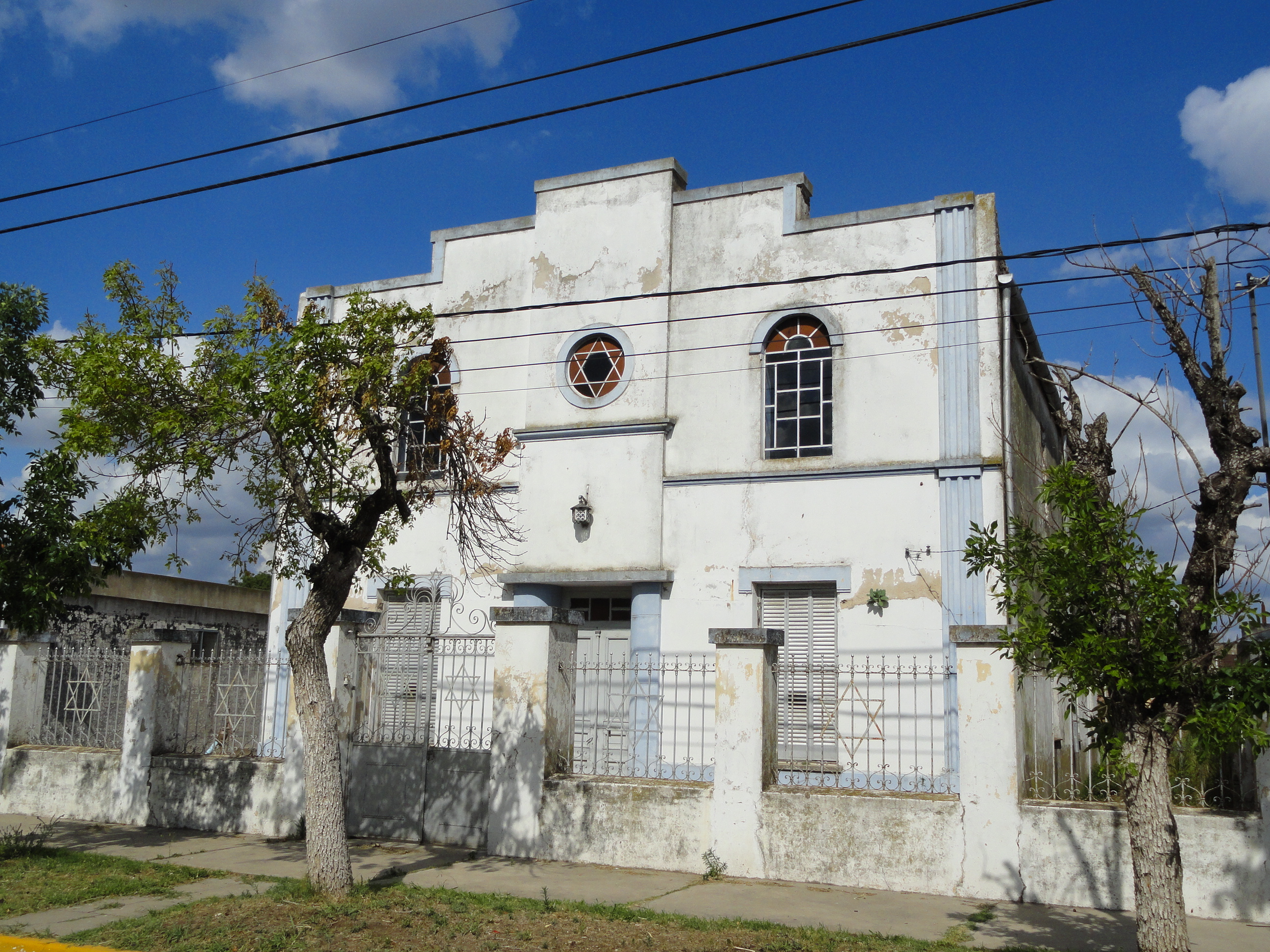
„Arbeitersynagoge“
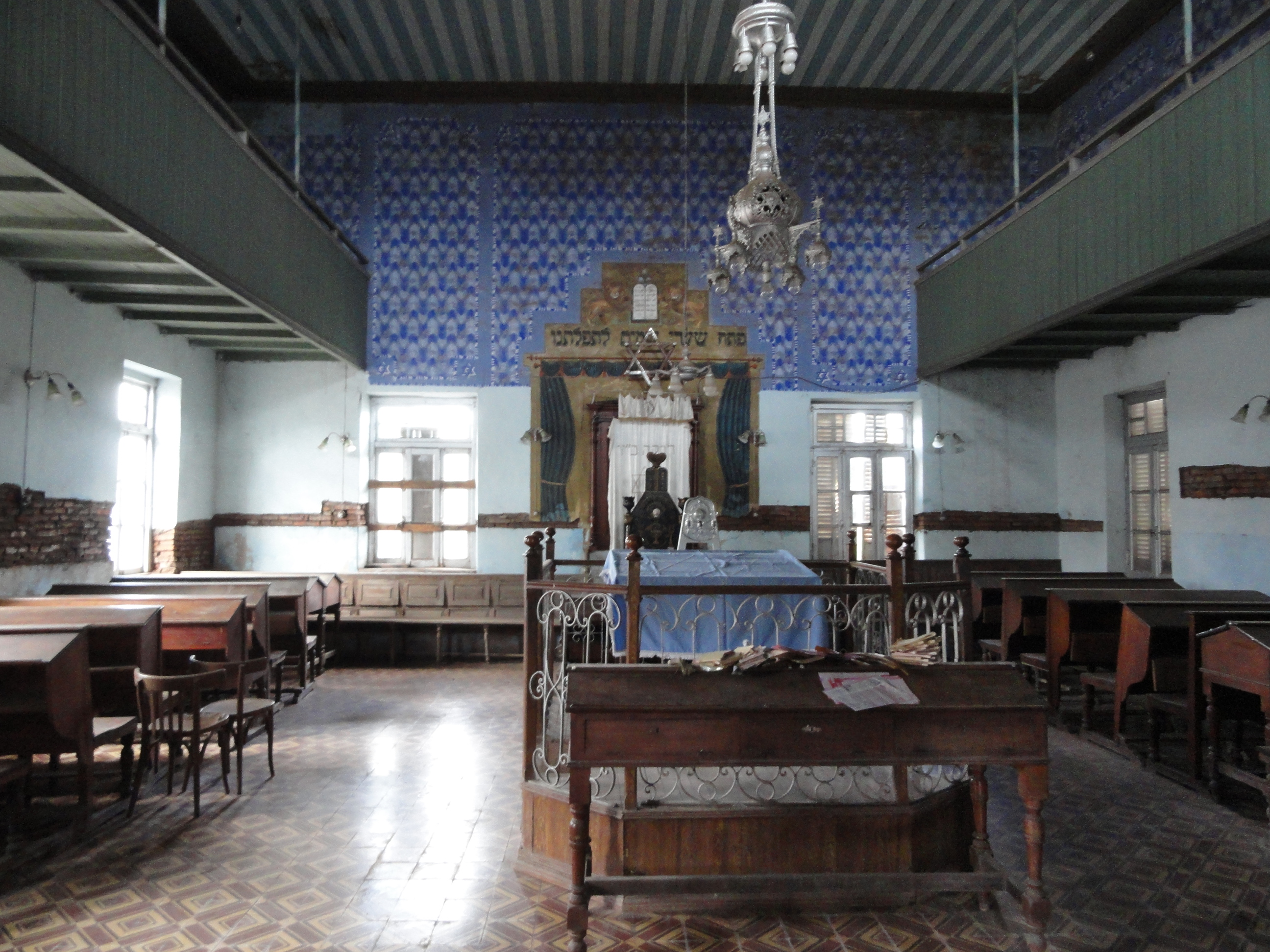
„Arbeitersynagoge“ (Innenansicht)
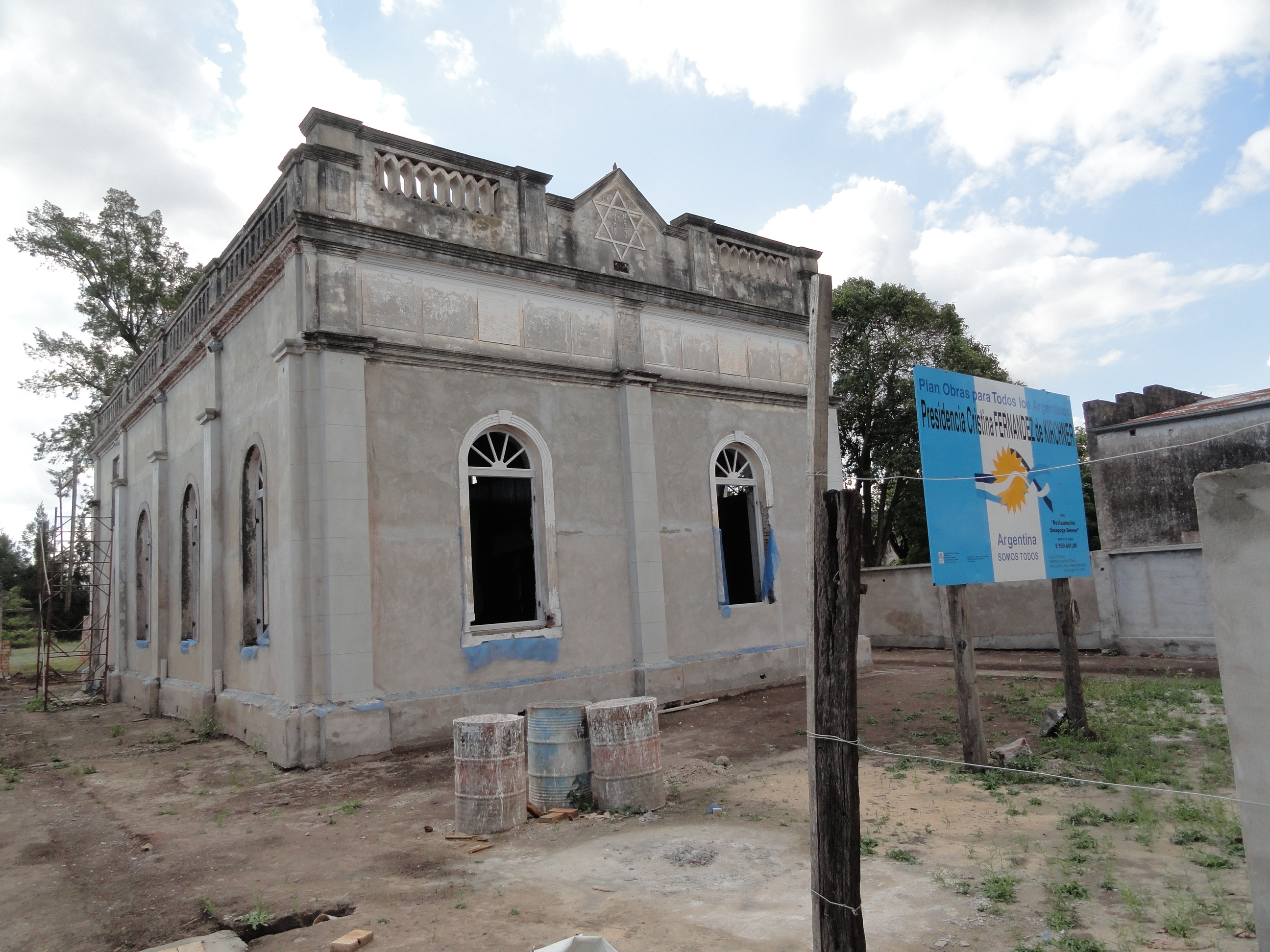
Brener-Synagoge während der Restaurierungsarbeiten 2010
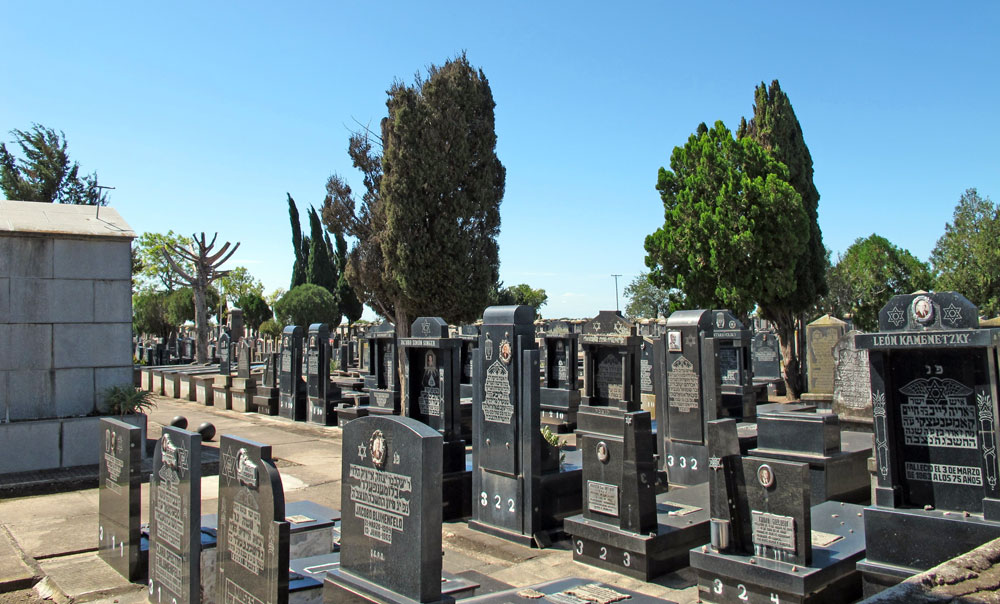
Jüdischer Friedhof

## Persönlichkeiten
- Rosa Tarlovsky de Roisinblit (* 1919), argentinische Menschenrechtlerin